# Cooperatorii Salezieni
Cooperatorii Salezieni, este o asociație de creștini laici fondată de Sf. Ioan Bosco în 9 mai 1876 care, urmând carisma și spiritul salezian se ocupă de educația creștină a tinerilor. În prezent numără cca. 30.000 de membri în întreaga lume.
Buletinul salezian este o publicație apărută în august 1877, dorită de Sf. Ioan Bosco ca o revistă lunară  dedicată comunicării între salezieni și Cooperatorii Salezieni, despre operele realizate, în curs de realizare sau în fază de proiect în favoarea copiilor și tinerilor defavorizați.